# Грб Белорусије
Грб Белорусије (или званично: Државни грб Републике Белорусије (блр. Дзяржаўны герб Рэспублікі Беларусь, рус. Государственный герб Республики Беларусь) званични је хералдички симбол Републике Белорусије и један је од симбола државног суверенитета ове државе.
Грб има облик амблема и усвојен је 1995. године на референдуму, заједно са заставом Белорусије, када је заменио историјски грб Пахонија. На њему су приказани трака са националним бојама, карта Белорусије, класје пшенице и црвена петокрака. Некад се о њему говори као о хералдичком грбу што он није јер му недостају одређени хералдички елементи да би био у складу са хералдичким правилима. Грб је осмишљен по узору на онај из времена ССР Белорусије који је дизајнирао И. И. Дубасов 1950. године. Грбове који подсећају на оне коришћене у време Совјетског Савеза, користе и државе Таџикистан и Узбекистан, као и молдавска регија Транснистрија.

## Опис

### Опис грба
У средишту грба се налази зелена контура граница Белорусије које су преко сунчевих зрака златног Сунца. Сунце је делимично заклоњено глобусом на ком је водена површина приказана плавом бојом а земљана пурпурном (део Евроазије). Лева и десна страна грба је окружена класјем пшенице, преко кога лежи цвеће, лево детелина а десно лан. Класје пшенице је обавијено црвено-зеленом траком, националним бојама Белорусије; трака се на дну грба формира простор на ком је на белоруском језику златним словима исписано Рэспублiка Беларусь (Република Белорусија). На врху грба се налази црвена звезда петокрака. Није познато ко је осмислио овај грб.

### Симболизам
Симболи од којих је грб састављен нису у вези ни са каквом „званичном“ симболиком. Истиче се да грб представља „историјску приврженост белоруског народа стваралачком раду, њихову веру у крајњу победу правде, и постајањем значајног дела светске заједнице“. Као основа за изглед садашњег грба Белорусије је послужио грб Белорусије из периода Совјетског Савеза. Главна разлика између ова два грба јесте у томе што је грб за време Совјетског Савеза у себи садржао и симбол српа и чекића, тиме указујући на комунизам, којег на савременом грбу нема.

### Употреба
Закон који регулише изглед и употребу грба Белорусије је усвојен 5. јула 2004. године. Члан 9, параграфа 3, закона бр. 301-3, почиње описујући званичан опис грба Белорусије и регулише правилан дизајн. Званично, грб може бити приказан у пуној боји, монохромно или двобојно. Члан 10 говори да се национални грб на одређеним местима мора увек налазити, као нпр. на резиденцији председника Белорусије, згради Народне скупштине и у владиним канцеларијама државног и регионалног нивоа. Грб се може користити и на документима које је издала Влада Републике Белорусије тј. на новчаницама, пасошу и заглављу у званичној кореспонденцији.
Закон такође и ограничава употребу грба у осталим приликама, нпр. градови, општине и области не могу при усвајању сопственог грба користити државни грб Белорусије, било у целости или неки његов део. Такође, организације које нису обухваћене Законом о државним симболима грб могу користити само уз дозволу. Грб могу користити и странци и држављани Белорусије све док је симбол приказан достојанствено; ипак, грађани не могу ставити грб на заглавља или визит-карте осим ако су владини службеници.
Поред стандардне употребе описане законом, грб се користи и у многим другим приликама. Државни грб и државна застава се заједно приказују на почетку и на крају видео клипа са белоруском химном Мы, беларусы (Ми, Белоруси), који се редовно приказује на белоруској телевизији. Такође, користи се на и током националних и локалних избора. Грб се појављује и на белоруским граничним прелазима.

## Историја

### Пахонија
Све док није замењен на контроверзном референдуму 1995. године, Белорусија је користила историјски грб - Пахонија. Пахонија, која се често преводи као Потера, приказује витеза у пуном окопу на белом боњу, држећи сребрни мач у десној руци подигнутој изнад главе. Витез на левој руци носи сребрни штит на ком је жути патријаршијски крст.
Пахонија је коришћен као званични грб у више прилика, први пут коришћен 1366. као лични грб Алгирдаса, Великог војводе Литваније, и грб саме Велике кнежевине Литваније. Грб је био у употреби све док 1795. Руско царство није извршило анексију над Белорусијом и Литванијом и грб ставила на Царски грб Русије. Идеју о враћању историјског белоруског државног грба је покренуо белоруски песник Максим Богданович у својој песми „Пахонија“. Грб је касније поново био у употреби 1918. када је, на кратко, заживела Белоруска Народна Република која је ставила Пахонију на свој грб.
Пахонија је за грб била у употреби као званични државни грб од 1991. ггодине, када је Белорусија прогласила независност од Совјетског Савеза. Откад више није у употреби користе је опозиционе странке, попут Белоруског народног фронта који ју је ставио на грб своје странке или је користили као врсту протеста против белоруског председника Александра Лукашенка.
- 1330
- 1331
- 1432
- 1435
- 1555
- Таписерија из уметничке колекције Краљевског замка Вавел (Краков)
(1555)
- Грб Витебшког војводства 
 (1584)
- 1588
- Грб са капија Вилнуса. Крајем 16. - почетком 17. века.
- 1614
- 1882
- Грб Великог кнежевина Литваније у Руску Империју
 (1907)
- Грб Белоруске Народне Републике 
 (из 1918)
- 1943
- Грб на поштанској марки белоруске емиграције. 1950-их

### Белорусија у Совјетском Савезу
Од 1920. па све до пада Совјетског Савеза 1991. године, ССР Белорусија је користила амблем уместо грба. Први амблем ССР Белорусија је усвојила 1919. године и био је сличан тадашњим амблемима Русије и Украјине. У средишту амблема се налази стилизовани црвени штит у чијем подножју се налази златно сунце које се рађа. Изнад сунца су укрштени срп и чекић, који симболишу уједињеност радника и сељака. Изнад српа и чекића, црном бојом су исписана слова „БССР“, што означава име републике. „БССР“ је скраћеница од пуног назива републике „Беларуская Савецкая Сацыялістычная Рэспубліка“ тј. Белоруска Совјетска Социјалистичка Република. Штит је окружјен класјем пшенице а у дну се налази црвена трака на којој је на белоруском језику црним словима исписан државни мото Совјетског Савеза „Пролетери свих земаља, уједините се!“.
Године 1937, је овај амблем замењен новим, са ког је скинут штит а на који је додато више текста. Десна страна је приказује лишће храста а лева класје пшенице са детелином преко класја. У средишту амблема, Сунце се рађа иза глобуса. Срп, чекић и црвена петокрака се појављују преко Сунца. Око класја пшенице и храстовог лишћа је обмотана црвена трака на којој је на четири језика исписано „Пролетери свих земаља, уједините се!“, на белоруском, јидишу, пољском и руском. Иницијали „БССР“ се појављују на дну, означавајући име републике. Десет година раније, 1927. године, био је исти тај амблем осим што су слова на траци била исписана другачија скраћеница. Уместо слова „БССР“ тада је писало „ССРБ“, што је скраћено од Совјетска Социјалистичка Република Белорусија.
Тај амблем је 1950. замењен другим амблемом. У средишту овог амблема се налази укрштени срп и чекић, универзални комунистички симбол који симболише јединство радника и сељака. Испод овог симбола је Сунце које се рађа иза глобуса. Ово је окружено класјем пшенице, чији се крајеви завршавају цвећем, детелином код левог класја и ланом код десног. Класје пшенице је обавијено црвеном траком, која је успомена на црвену заставу коју је користила Комунистичка партија. У подножју амблема су исписана слова „БССР“. На тракама је исписано „Пролетери свих земаља, уједините се!“ на два језика, лева на белоруском а десна на руском. Комунистичка петокрака је стављена изнад српа и чекића. Верзију из 1950. је дизајнирао И. И. Дубасов, народни уметник Совјетског Савеза.

### Референдум 1995.
Дана 14. маја 1995. године, спроведен је референдум у свим деловима Белорусије. Једно од четири четири питања било је и ово: „Да ли подржавате увођење нових државних симбола?“ Од 64,7% гласача који су изашли на референдум, 75,1% је било за увођење нових симбола а 24,9% је било против. Начин на који је референдум био спроведен је опозиција доста критиковала, укључујићи и сам начин на који је формулисано питање о државним симболима. Обзиром да више од трећине гласача није учествовало на овом референдуму, значи да се свега 48,6% укупног гласачког тела изјаснило за увођење нових симбола. Многи истичу ове бројеве, објашњавајући да то значи да већина гласачког тела није била за увођење нових симбола. Они који су били за грб Пахонија такође истичу и да су се током кампање, у борби за гласове, грб Пахонија и бивша бело-црвено-бела тробојка поређене са нацистичким симболима. Грб Пахонија и бело-црвено-белу заставу су повезали са нацизмом зато што су се ти симболи налазили на концентрационим логорима по Белорусији у време када је белоруска влада била под контролом нацистичке Немачке. Након избора садашњег грба, Александар Лукашенко је пред ратним ветеранима Другог светског рата изјавио: „вратили смо вам заставу земље за коју сте се борили. Вратили смо вам и сећање и људски понос."